# Nourhene Hedhli
Nourhene Hedhli (ur. 2006) – tunezyjska zapaśniczka walcząca w stylu wolnym. Brązowa medalistka mistrzostw Afryki w 2024. Trzecia na mistrzostwach Afryki kadetów w 2022 i 2023 roku.